# US-amerikanische Meisterschaften im Skispringen 2019
Die US-amerikanischen Meisterschaften im Skispringen 2019 fanden am 27. Juli 2019 in Park City, Utah statt. Die Wettbewerbe wurden auf der Normalschanze des Schanzenkomplexes Utah Olympic Park Jumps (HS100) ausgetragen.
Bei den Herren gewann Kevin Bickner (Wauconda, Illinois) mit Sprüngen auf 99 m und 100 m seinen dritten Meistertitel vor Casey Larson (Barrington, Illinois) und Decker Dean (Steamboat Springs, Colorado).
Bei den Damen gewann Nina Lussi (Lake Placid, New York) ebenfalls ihre dritte Meisterschaft vor Anna Hoffmann (Madison, Wisconsin) und Annika Belshaw (Steamboat Springs, Colorado).
Wettkampfleiter war der frühere Skispringer Alan Alborn.

## Ergebnisse

### Männer
Am Wettkampf der Männer nahmen 28 Athleten, darunter drei Kanadier, teil.
| Platz | Name                  | Verein                 | Weite 1 | Weite 2 | Punkte |
| ----- | --------------------- | ---------------------- | ------- | ------- | ------ |
| 01.   | Kevin Bickner         | Norge Ski Club         | 099,0   | 100,0   | 266,7  |
| 02.   | MacKenzie Boyd-Clowes | Altius Nordic Ski Club | 097,0   | 099,5   | 264,7  |
| 03.   | Casey Larson          | Norge Ski Club         | 096,5   | 096,5   | 255,2  |
| 04.   | Decker Dean           | Steamboat Springs WSC  | 095,5   | 094,0   | 248,2  |
| 05.   | Patrick Gasienica     | Norge Ski Club         | 095,5   | 088,5   | 233,0  |
| 06.   | Andrew Urlaub         | Flying Eagles SC       | 092,0   | 089,5   | 230,7  |
| 07.   | Matthew Soukup        | Altius Nordic Ski Club | 088,5   | 088,5   | 219,7  |
| 08.   | Nathan Mattoon        | Flying Eagles SC       | 086,5   | 085,5   | 205,5  |
| 09.   | Greyson Scharffs      | Flying Eagles SC       | 085,5   | 082,5   | 202,2  |
| 10.   | Hunter Gibson         | Norge Ski Club         | 084,5   | 075,5   | 181,7  |

### Frauen
Am Wettkampf der Frauen nahmen Athletinnen teil.
| Platz | Name           | Verein                | Weite 1 | Weite 2 | Punkte |
| ----- | -------------- | --------------------- | ------- | ------- | ------ |
| 01.   | Nina Lussi     | New York SEF          | 088,5   | 086,5   | 210,0  |
| 02.   | Anna Hoffmann  | Blackhawk Ski Club    | 083,5   | 085,5   | 197,5  |
| 03.   | Annika Belshaw | Steamboat Springs WSC | 080,5   | 078,0   | 176,5  |
| 04.   | Logan Sankey   | Steamboat Springs WSC | 077,5   | 080,5   | 175,0  |
| 05.   | Paige Jones    | PCSS                  | 083,5   | 074,0   | 172,5  |